# Serge Čerepnin
Serge Alexandrovich Čerepnin (Issy-les-Moulineaux, 2 febbraio 1941) è un compositore statunitense di origini russe e cinesi.

## Biografia
Serge Čerepnin è nato a Issy-les-Moulineaux, vicino a Parigi. È figlio di Aleksandr Nikolaevič Čerepnin, fratello di Ivan Čerepnin e nipote di Nikolaj Čerepnin, anche essi compositori. Sua madre era la pianista cinese Lee Hsien Ming. Ha avuto le sue prime istruzioni in armonia con Nadia Boulanger e ha studiato dal 1958 al 1963 all'Università di Harvard con Leon Kirchner e Billy Jim Layton. Divenne cittadino naturalizzato americano nel 1960 e l'anno seguente studiò ai corsi della scuola di Darmstadt con Luigi Nono. Ha poi studiato in Europa con Pierre Boulez, Herbert Eimert e Karlheinz Stockhausen. Dal 1968 al 1970 ha partecipato al programma Intermedia presso l'Università di New York (Palmer and Schrader 2001). È stato coinvolto nello sviluppo di sintetizzatori come il Serge Modular, prodotto dalla sua compagnia Serge Modular Music Systems, fondata nel 1974. Dopo aver chiuso la sua azienda nel 1986 è tornato in Francia. Due suoi nipoti e figli del fratello Ivan, ovvero Stefan (nato nel 1977) e Sergeï (nato nel 1981), diventeranno anche essi compositori.

## Composizioni (elenco parziale)
- 1960 – Inventions, for piano (1960)
- 1960 – String Trio (1960)
- 1961 – String Quartet (1961)
- 1962 – Kaddish
- 1964 – Figures-Grounds
- 1966 – Morning After Piece
- 1966 – Two Tapes (Giuseppe’s Background I–II)
- 1966 – Two More Tapes (Addition and Subtraction)
- 1967 – Quiet Day at Bach
- 1967 – Piece of Wood
- 1967 – Piece of Wood with Weeping Woman
- 1967 – Film
- 1968 – For Ilona Kabos
- 1968 – Definitive Death Music
- 1968 – "Hat" for Joseph Beuys
- 1977 – Paysages électroniques
- 1978 – Samba in Aviary